# Ténoch
Ténoch, narodil se roku 1299 v Cuauhmixtitlanu a zemřel roku 1363 na témže místě. Byl to legendární náčelník Mexiků.

## Legenda
Podle legendy si Ténoch roku 1318 podmanil město Colhuacán na jihovýchodě jezera Texcoco ve vysokohorském údolí v Mexiku. Tehdy byly položeny základy k budoucí slavné Aztécké říši.
Tenoch prožil své mládí v Mayapánu pod mayským jménem Kann, kde se dostal mezi smetánku Mayů díky tomu, že patřil mezi vynikající hráče míčové hry tlachtli. K hraní míčové hry se dostal díky princi Balámovi, který ho však později zradil. Ono i samotná „pomoc“ tehdejšímu Kannovi od prince Baláma byla pouhou faleší. Princ Balám trpěl až chorobnou touhou se neustále sázet a tehdy se vsadil se svými kumpány, kteří bili Kanna, že barbara Čičiméka (tj. Ténoche) dostane do vyšších vrstev. Kann se tedy stal tehdy hráčem míčové hry tlachtli a proslavil se mezi Mayi. Za svůj barbarský původ se začal stydět, proto se oblékal a choval jako May. Jeho matka, která ho hluboce milovala, mu nechtěla ublížit v rozvoji kariéry atd., tak se ho raději stranila. Nicméně, osud přihrál tehdy Kannovi do cesty dívku Toninu, do níž se zamiloval a díky níž si uvědomil, že není třeba stydět se za své kořeny, že je třeba je vyhledat, a tak se vydal směrem k jezeru Texcoco, přijal opět své jméno Tenoch z Chapultepeku a stal se přirozeným vůdcem lidí, kteří ho doprovázeli. Na ostrově v jezeře Texcoco založil město, které pojmenovali Tenochtitlán čili Tenochovo místo.